# Jacobijnenhuis

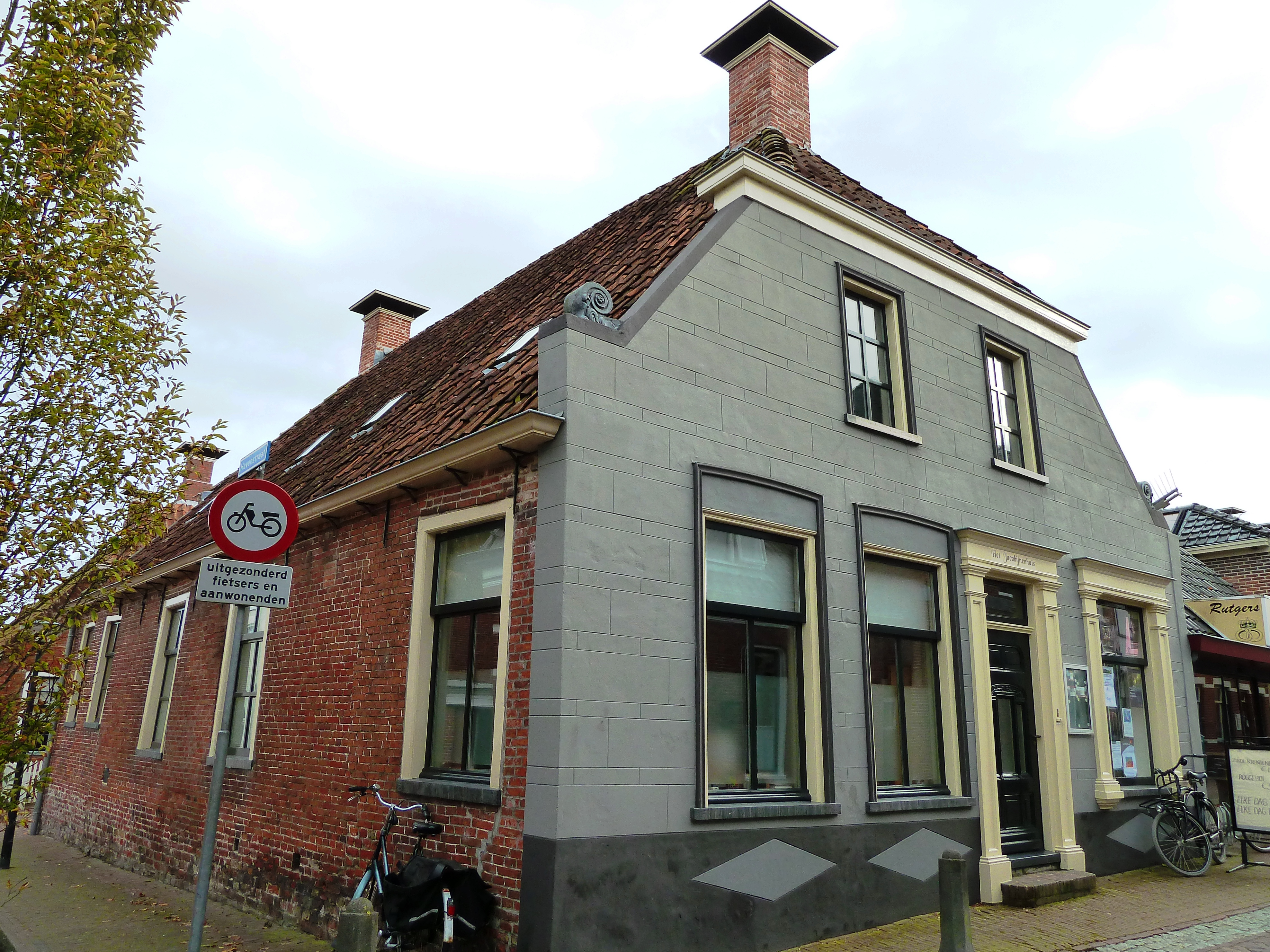
Jacobijnenhuis, voorzijde (2010)

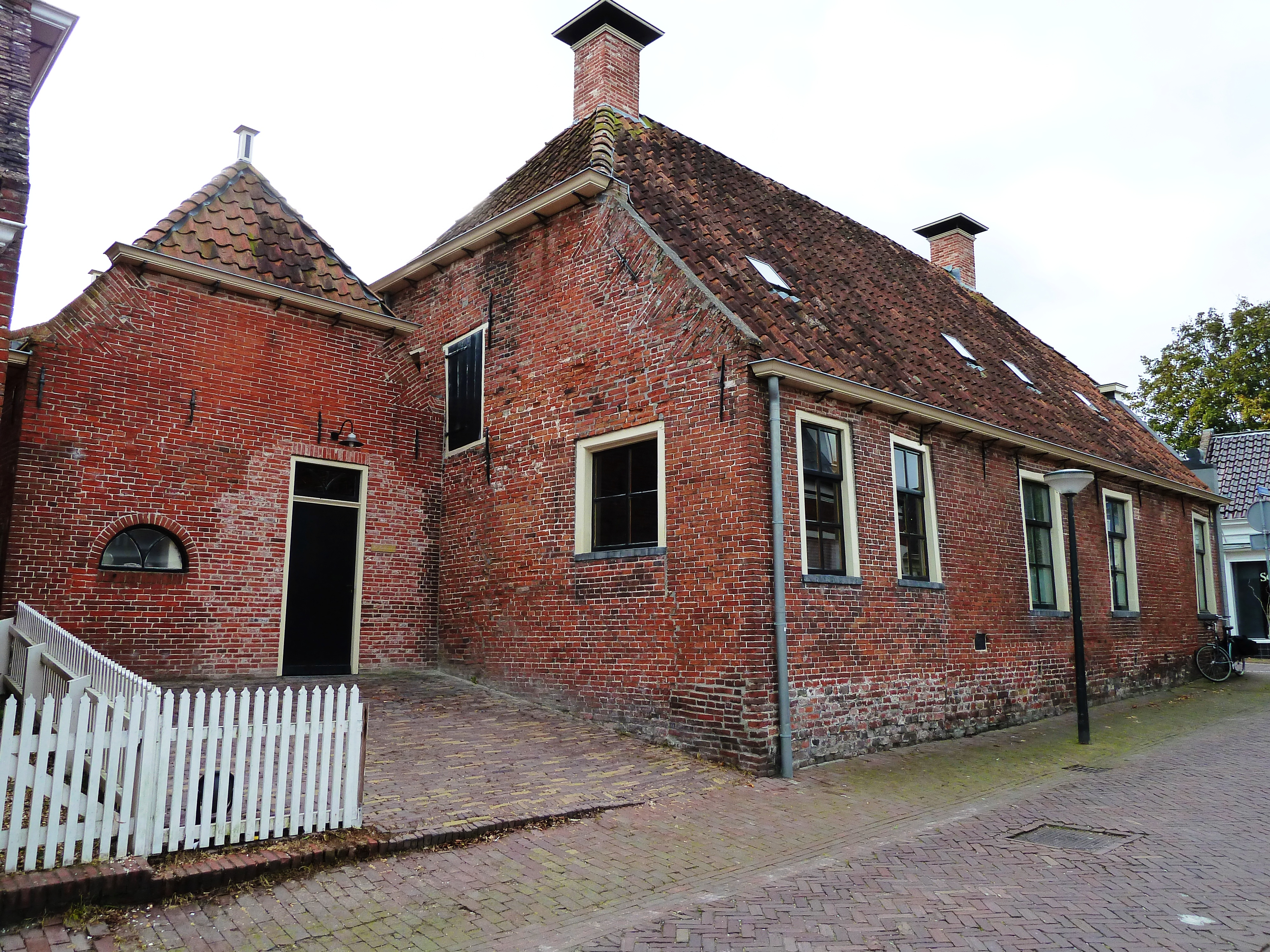
Jacobijnenhuis, achterzijde (2010)

Het Jacobijnenhuis is een rijksmonument in het Groninger dorp Winsum. Het pand, dat lange tijd een bakkerij huisvestte, is een woning onder afgewolfd zadeldak, die grotendeels uit de zeventiende eeuw dateert, maar delen bevat die aanzienlijk ouder zijn. Tijdens een in 2003 voltooide restauratie van het pand werden vensters aangetroffen die uit de dertiende of veertiende eeuw stammen. Mogelijk was het huis een onderdeel van het Jacobijnerklooster dat in de middeleeuwen in Winsum stond. In het Jacobijnenhuis is een particulier sociaal-cultureel centrum gevestigd. Ook worden er gebruiksvoorwerpen tentoongesteld die tijdens de restauratie zijn opgegraven.